# لانگندرنباخ
لانگندرنباخ (به آلمانی: Langendernbach) یک منطقهٔ مسکونی در آلمان است که در دورنبورگ (هسن) واقع شده‌است. لانگندرنباخ ۱٬۰۹۲ نفر جمعیت دارد.